# Спенсер, Нелли
Нелли Спенсер (англ. Nellie Spencer, урожд.Силсби; 24 августа 1869 года — 13 ноября 1982 года) — американская долгожительница. Была старейшим живущим человеком в мире с 8 марта 1981 года до своей смерти.

## Биография
Нелли Спенсер родилась в Тройе, Нью-Гэмпшир. Её родителями были Уильям и Мэри Силсби. В конце 1898 года она переехала в Массачусетс. 12 декабря 1899 года Нелли вышла замуж за Эдварда Спенсера в Фитчбурге. У них было две дочери. Нелли переежала с семьей сначала в Миссури, а затем в Нью-Джерси.
В марте 1981 года, после смерти Огюстины Тессье, Спенсер стала старейшим живущим человеком в мире.
Нелли Спенсер умерла в Монтвилле, Нью-Джерси 13 ноября 1982 года, в возрасте 113 лет, 81 день.

## См.также
- Долгожитель
- Список старейших людей в мире
- Список старейших женщин
- Супердолгожители США